# Municipio de Lafayette (condado de San Luis)
El municipio de Lafayette (en inglés: Lafayette Township) es un municipio ubicado en el condado de San Luis en el estado estadounidense de Misuri. En el año 2010 tenía una población de 33513 habitantes y una densidad poblacional de 1.121,07 personas por km².

## Geografía
El municipio de Lafayette se encuentra ubicado en las coordenadas 38°37′2″N 90°32′38″O / 38.61722, -90.54389. Según la Oficina del Censo de los Estados Unidos, el municipio tiene una superficie total de 29.89 km², de la cual 29.89 km² corresponden a tierra firme y (0%) 0 km² es agua.

## Demografía
Según el censo de 2010, había 33513 personas residiendo en el municipio de Lafayette. La densidad de población era de 1.121,07 hab./km². De los 33513 habitantes, el municipio de Lafayette estaba compuesto por el 89.01% blancos, el 2.65% eran afroamericanos, el 0.16% eran amerindios, el 6.31% eran asiáticos, el 0.01% eran isleños del Pacífico, el 0.35% eran de otras razas y el 1.5% pertenecían a dos o más razas. Del total de la población el 1.9% eran hispanos o latinos de cualquier raza.